# Dicksonia stuebelli
Dicksonia stuebelli là một loài dương xỉ trong họ Dicksoniaceae. Loài này được Hieron. mô tả khoa học đầu tiên năm 1906.